# Lenelis Kruse-Graumann

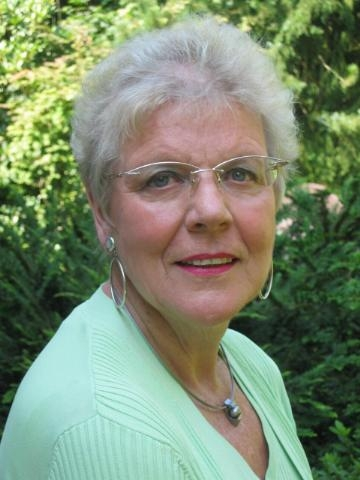
Lenelis Kruse-Graumann (2012)

Lenelis Kruse (* 16. Februar 1942 in Berlin) ist eine deutsche Psychologin und Universitätsprofessorin.

## Leben
Lenelis Kruse wurde 1942 in Berlin geboren. Ihre Schulzeit verbrachte sie in Detmold, Düsseldorf und Ulm. Dort legte sie 1961 am Humboldt-Gymnasium das Abitur ab. Nach einem Jahr in New York begann sie 1962 das Studium der Psychologie an der Ruprecht-Karls-Universität Heidelberg, das sie 1966 mit dem Diplom abschloss. Sehr früh interessierte sie sich für das im akademischen Bereich neu entstehende Gebiet der Umweltpsychologie. 1972 promovierte sie bei Carl Friedrich Graumann mit einer Arbeit zur „Räumlichen Umwelt“, für die sie den Akademischen Preis der Universität Heidelberg erhielt. Es war dies die erste Dissertation in Deutschland im Bereich Umweltpsychologie. Nach einem post-doc-Studium als Research Associate am Graduate Center der City University of New York von 1973 bis 1974 habilitierte sie 1976 an der Universität Heidelberg mit einer Arbeit zur Privatheit als Problem und Gegenstand der Psychologie. Von 1978 bis 1985 erhielt sie ein Heisenberg-Stipendium der Deutschen Forschungsgemeinschaft. 1985 folgte sie dem Ruf an die Fernuniversität Hagen, wo sie bis zu ihrer Pensionierung 2007 lehrte. In dieser Zeit nahm sie auch Gastprofessuren an der Maison des Sciences d l’Homme in Paris und der Universität Fribourg (Schweiz) wahr. Seit 1988 ist sie Honorarprofessorin am Psychologischen Institut der Ruprecht-Karls-Universität Heidelberg und lehrt dort bis heute sowohl im Masterstudiengang, wie auch für Hörer aller Fakultäten zu Schwerpunkten der Umweltpsychologie und zur nachhaltigen Entwicklung.
Bereits seit den 1980er Jahren hat sie sich in der Forschung wie auch auf dem Feld der Wissenschaftspolitik mit dem Thema „Frauen in Führungspositionen“ beschäftigt. Außerdem ist sie seit Anfang der 1990er Jahre bis heute in verschiedenen Gremien der wissenschaftlichen Politikberatung, in besondere zur Umwelt- und Nachhaltigkeitspolitik tätig und versucht psychologisches Fachwissen bei der Suche nach Problemlösungen in diesen Feldern einzubringen.
Sie war mit Carl Friedrich Graumann bis zu dessen Tod im Jahr 2007 verheiratet und lebt in der Nähe von Heidelberg.

## Forschungsschwerpunkte
Sozial- und Sprachpsychologie
- Frauen in Führungspositionen
- Soziale Repräsentation und Sprache: Männer und Frauen; Jung und alt
- Partnerhypothesen und soziale Identität in Konversationen
- Konstruktion von Geschlecht durch Sprache am Arbeitsplatz

Umweltpsychologie
- Ökologische Theorienbildung
- Umweltbewusstsein und Umwelthandeln
- Räumliches Verhalten
- Frauen-Umwelten/Männer-Umwelten
- Globale Umweltveränderungen
- Umweltbewusstsein, Umwelthandeln, Werte und Wertewandel (zusammen mit Dietrich Dörner, Bamberg und Ernst O. Lantermann, Kassel)

## Funktionen, Mitgliedschaften, Ausschüsse
- UNESCO-Kommission, Vorsitzende des Fachausschuss Wissenschaften (2005–2014)
- Nachhaltigkeitsbeirat des Landes Baden-Württemberg (2006–2012)

- Deutsche Gesellschaft für Psychologie (DGPs)
- American Psychological Association (affiliate member)
- European Association for Experimental Social Psychology (EAESP)
- Deutsche Gesellschaft für Humanökologie (DgH)
- Environmental Design Research Association (EDRA)
- Internal Association for People-Environment Studie (IASP)

- Kuratorium des Potsdam Instituts für Klimafolgenforschung (PIK) (1998–2001)
- Kuratorium Deutsches Zentrum für Alternsforschung (seit 1999)
- Beirat des Wuppertal Instituts für Klima, Umwelt, Energie (seit 2002)
- Stiftungsrat der Universität Lüneburg (seit 2003)

## Schriften (Auswahl)
Monografien
- Räumliche Umwelt – die Phänomenologie des räumlichen Verhaltens als Beitrag zu einer psychologischen Umwelttheorie. De Gruyter, 1974, ISBN 3-11-004406-4.
- Privatheit als Problem und Gegenstand der Psychologie. Huber, 1980, ISBN 3-456-80598-5.
- Psychologische Grundlagenforschung. Huber, 1981, ISBN 3-456-80904-2.
- Ökologische Psychologie – ein Handbuch. Psychologie-Verl.-Union, Weinheim 1996, ISBN 3-621-27328-X.

Aufsätze
- „Crowding“: Dichte und Enge in psychologischer Sicht. In: Zeitschrift für Sozialpsychologie. 1975, Nr. 6, S. 2–30.
- Privatheit als Problem und Gegenstand der Psychologie. Huber, Bern 1980.
- Crowding. In: D. Frey, S. Greif (Hrsg.): Sozialpsychologie. Ein Handbuch in Schlüsselbegriffen. Urban & Schwarzenberg, München 1983, S. 142–146.
- Conceptions of Crowds and Crowding. In: C. F. Graumann, S. Moscovici (Hrsg.): Changing conceptions of crowd mind and behavior. Springer Verlag, New York 1986, S. 117–142.
- mit C. F. Graumann: Environmental Psychology in Germany. In: D. Stokols, I. Altman (Hrsg.): Handbook of Environmental Psychology. Wiley, New York 1987, S. 1195–1225.
- Raum und Bewegung. In: L. Kruse, C. F. Graumann, E. D. Lantermann (Hrsg.): Ökologische Psychologie. Ein Handbuch in Schlüsselbegriffen. Psychologie Verlags-Union, München 1990, S. 313–324.
- Privatheit als öffentliches Problem. In: M. Herzog, C. F. Graumann (Hrsg.): Sinn und Erfahrung. Phänomenologische Methoden in den Sozialwissenschaften. Asanger, Heidelberg 1991, S. 197–210.
- (als Mitglied des) Wissenschaftlichen Beirats der Bundesregierung Globale Umweltveränderungen (WBGU) Koautorin von Welt im Wandel: Die Gefährdung der Böden. Bonn: Economica Verlag 1994
- Globale Umweltprobleme – eine Herausforderung für die Psychologie. Psychologische Rundschau, 1995,46,(2), 81–92.
- Umweltpsychologische Forschung 1994. Psychologische Rundschau, 1995,46,(2),115–119.
- (mit C. F.Graumann): Der Lebensraum – Die Mehrdeutigkeit seiner wissenschaftlichen Konstruktion. In: A. Kruse, R. Schmitz-Scherzer (Hrsg.): Psychologie der Lebensalter. Darmstadt: Steinkopff, 1995, 45–52.
- (als Mitglied des) Wissenschaftlichen Beirats der Bundesregierung Globale Umweltveränderungen (WBGU) Koautorin von Welt im Wandel: Wege zur Lösung globaler Umweltprobleme. Heidelberg: Springer-Verlag 1995.
- (als Mitglied des) Wissenschaftlichen Beirats der Bundesregierung Globale Umweltveränderungen (WBGU) Koautorin von Welt im Wandel: Herausforderung für die deutsche Wissenschaft. Berlin/Heidelberg: Springer-Verlag 1996.
- (als Mitglied des) Wissenschaftlichen Beirats der Bundesregierung Globale Umweltveränderungen (WBGU) Koautorin von Welt im Wandel: Wege zu einem nachhaltigen Umgang mit Süßwasser. Berlin/Heidelberg: Springer-Verlag, 1997.
- (mit C.F.Graumann): Children's environments: The phenomenological approach. In: D. Görlitz, H. J. Harloff, G. Mey, J. Valsiner (Hrsg.): Children, Cities, and Psychological Theories: Developing relationships. Berlin/New York: de Gruyter, 1998, 357–369.
- (als Mitglied des) Wissenschaftlichen Beirats der Bundesregierung Globale Umweltveränderungen (WBGU) Koautorin von Welt im Wandel: Strategien zur Bewältigung globaler Risiken. Berlin/Heidelberg: Springer, 1999.
- (als Mitglied des) Wissenschaftlichen Beirats der Bundesregierung Globale Umweltveränderungen (WBGU) Koautorin von Welt im Wandel: Erhaltung und nachhaltige Nutzung der Biosphäre. Berlin/Heidelberg: Springer, 2000.
- L. Kruse, B. Kowall: Psychologische Aspekte des Abfallverhaltens. In: W. Schenkel, H. Schnurer, B. Bilitewski (Hrsg.): Müll-Handbuch. Berlin: E. Schmidt Verlag, 2003, 0146, 1 – 17
- Neue Ansprüche an Umwelt- und Nachhaltigkeitsforschung bedürfen neuer Evaluationsansätze. GAIA, 2003, 2, 95–98.
- Menschen und Kulturen in Biosphärenreservaten. In: Deutsches MAB Nationalkomitee (Hrsg.): Voller Leben. UNESCO-Biosphärenreservate als Modellregionen für eine nachhaltige Entwicklung. Berlin: Springer 2004, 42–52.
- C. F. Graumann, L. Kruse: Natur als menschliche. In: G. Jüttemann (Hrsg.): Psychologie als Humanwissenschaft. Ein Handbuch. Göttingen: Vandenhoeck & Ruprecht 2004, 11–31
- Umweltpsychologie als Humanökologie. In: W. Serbser (Hrsg.): Humanökologie – Ursprünge, Trends, Zukünfte. München: Ökonom, 2004
- L. Kruse, J. Funke: Umweltpsychologie. In: Frank Keppler, Ute Mager, Thomas Meier, Ulrich Platt und Friederike Reents (Hrsg.), Umwelt interdisziplinär. Grundlagen – Konzepte – Handlungsfelder. Heidelberg University Publishing, 2022 (preprint).